# 密穗柳
密穗柳（学名：Salix pycnostachya）为杨柳科柳属的植物。分布于阿富汗、中亚地区、印度、巴基斯坦以及中国大陆的新疆等地，生长于海拔1,000米至4,600米的地区，多生长于山区河谷，目前尚未由人工引种栽培。

## 异名
- Salix pycnostachya Anderss. var. oxycarpa (Anderss.) Y. L. Chou et C. F. Fang